# Santa Combinha
Santa Combinha ist ein Ort und eine ehemalige Gemeinde (Freguesia) im portugiesischen Kreis Macedo de Cavaleiros. Die Gemeinde hatte 56 Einwohner (Stand 30. Juni 2011).
Am 29. September 2013 wurden die Gemeinden Santa Combinha und Podence zur neuen Gemeinde União das Freguesias de Podence e Santa Combinha zusammengeschlossen.